# Messieurs, j'ai tué Einstein
Pour plus de détails, voir Fiche technique et Distribution.
Messieurs, j'ai tué Einstein (tchèque : Zabil jsem Einsteina, pánové) est une comédie de science-fiction tchécoslovaque de 1970 réalisé par Oldřich Lipský. Le film met en vedette Jiří Sovák, Jana Brejchová, Lubomír Lipský, Iva Janžurová et Petr Čepek.

## Synopsis
En raison d'explosions nucléaires, les femmes sont devenues stériles et ont la barbe qui pousse ! Il est décidé de construire une machine à explorer le temps afin d'assassiner Albert Einstein, dans l'espoir que sa mort empêche la découverte de la bombe atomique et que tout redevienne normal. Un trio de scientifiques se rend alors en 1911, année à laquelle Einstein a échappé de peu à la mort à la suite de la chute d'un lustre, seul un homme présent lui a permis d'échapper à la mort. Il leur suffit donc d'empêcher cet homme de venir pour qu'Einstein meurt écrasé par le lustre. Mais s'ils rencontrent effectivement le savant, l'historienne les accompagnant va tomber amoureuse d'Einstein, et leur présence va altérer le passé d'une manière inattendue...

## Distribution
- Jiří Sovák : Professeur David Moore
- Jana Brejchová : Gwen Williamsová
- Lubomír Lipský : Professeur Frank Pech
- Iva Janžurová : Betsy
- Petr Čepek : Albert Einstein
- Radoslav Brzobohatý : Robert
- Svatopluk Beneš : Giacometti
- Jan Libícek : Smith
- Viktor Maurer : Snyder
- Miloš Kopecký : Wertheim
- Stella Zázvorková : Wertheimová
- Oldrich Musil : Rektor Rath
- Josef Hlinomaz : Préfet de police
- Karel Effa : Chef adjoint de la police
- Josef Bláha : Directeur de l'Institut de Physique
- Otto Lackovič : un assistant

## Production
Le film a été tourné durant l'été 1968 et est sorti en Tchécoslovaque le 27 février 1970.

## Autour du film
Dans le film, un personnage utilise un dispositif assimilable à une perche à selfie, plusieurs décennies avant que cet objet n'ait été inventé.

## Réferences
« Hezky tady počkej, já se hned vrátím. Jen co zabiju pana Einsteina », sur Prima Max (consulté le 29 mai 2021)
« Zabil jsem Einsteina, pánové... (1969) »
« A sci-fi film from 1970 predicted the selfie stick, but better », 3 mars 2016
1. ↑  « Hezky tady počkej, já se hned vrátím. Jen co zabiju pana Einsteina », Prima Max (consulté le 29 mai 2021)
2. ↑  « Zabil jsem Einsteina, pánové... (1969) »
3. ↑  « A sci-fi film from 1970 predicted the selfie stick, but better », 3 mars 2016